# Referendum w Wenezueli w 2007 roku

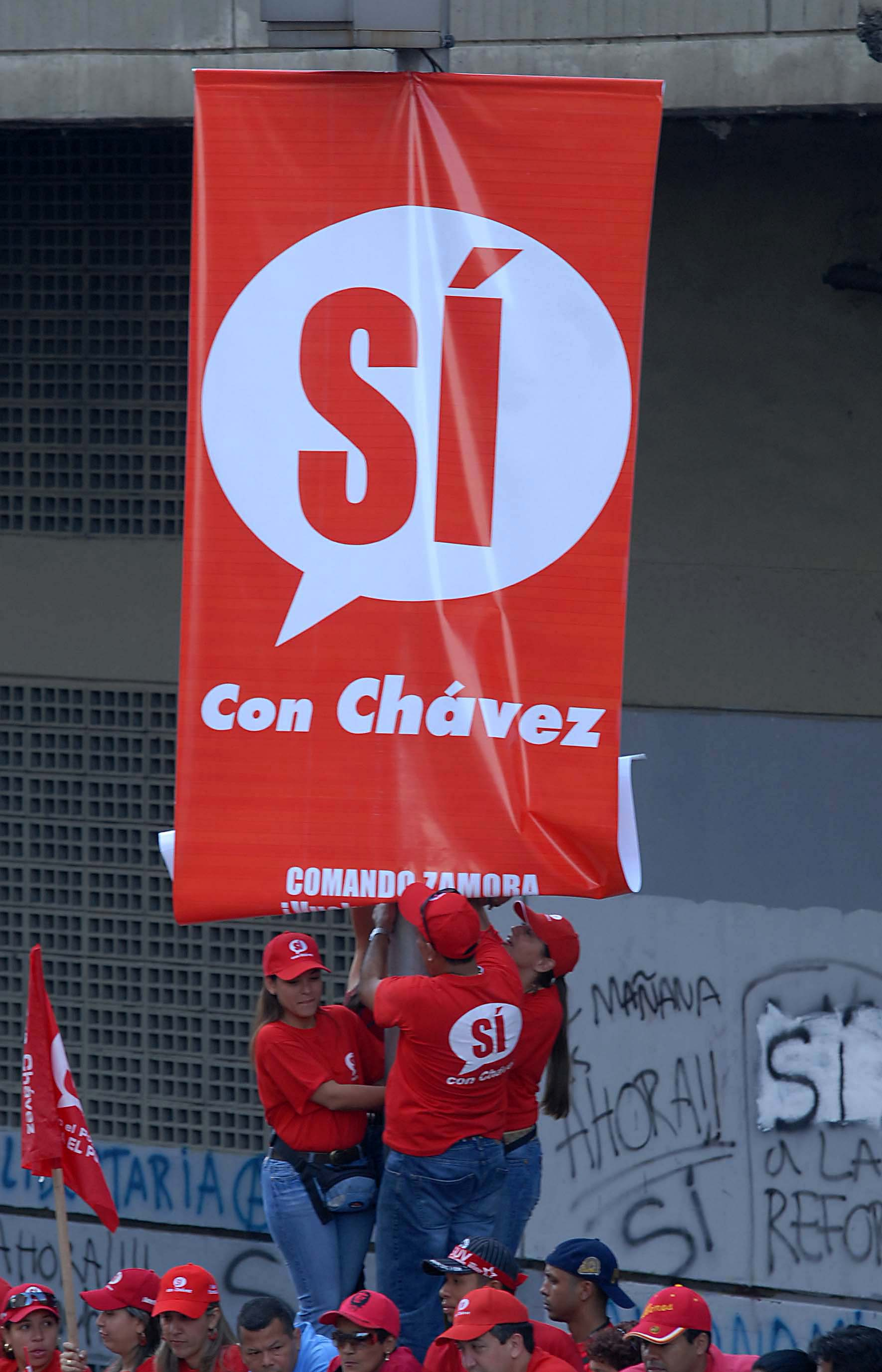
Zwolennicy reformy Chaveza z plakatem

Referendum w Wenezueli w 2007 roku – referendum przeprowadzone 2 grudnia dotyczące przyjęcia 33 poprawek do konstytucji Wenezueli zgłoszonych przez prezydenta Hugo Cháveza i 36 zgłoszonych przez Zgromadzenie Narodowe. Zwyciężyła opcja przeciwników zmian, która uzyskała ok. 51%.

## Proponowane zmiany
Proponowane zmiany w konstytucji dotyczyły:
- przyznania prezydentowi możliwości zmiany podziału administracyjnego, prawa mianowania nowych organów władzy oraz wyłączności na dysponowanie rezerwami finansowymi;
- zniesienia autonomii banku centralnego;
- przyznania prezydentowi nadzwyczajnych uprawnień dotyczących możliwości przeprowadzania nacjonalizacji, wywłaszczania, ustanawiania własności społecznej, arbitralnego awansowania i degradowania oficerów;
- przekształcenia armii w armię antyimperialistyczną;
- zniesienia autonomii uniwersytetów;
- przyznania prezydentowi prawa do wprowadzania stanu wyjątkowego i bezterminowego zawieszania swobód obywatelskich (łącznie z prawem do uczciwego procesu);
- przyznania prezydentowi prawa do wyboru na nieograniczoną liczbę kadencji;
- zamiany ośmiogodzinnego dnia roboczego na sześciogodzinny, z zastrzeżeniem przeznaczenia sześciu zaoszczędzonych godzin na integralny rozwój osobowości w postaci prac społecznych.

## Kampania
Do głosowania za zmianami zachęcał przede wszystkim prezydent Hugo Chávez oraz podporządkowane mu media i ugrupowania polityczne. Przeciwnikami zmian były przede wszystkim środowiska studenckie, Kościół katolicki. Przeciw wzmocnieniu władzy prezydenta opowiedziała się także część jego dawnych zwolenników – gen. Raúl Baduel oraz dawna żona prezydenta – Marisabel Rodríguez.